# Legio XX Valeria Vitrix
Legio vigesima Valeria Victrix (Dvadeseta pobjednička Valerijeva legija) bila je rimska legija, za koju se vjeruje da ju je osnovao car August najvjerojatnije poslije 31. pr. Kr. Služila je u Hispaniji, Iliriku i Germaniji prije nego što je sudjelovala u invaziji na Britaniju godine 43. gdje je kasnije služila sve do početka 4. stoljeća. Simbol legije je bio vepar.

## Vanjske poveznice
- livius.org account of XX Valeria Victrix  Arhivirana inačica izvorne stranice od 6. svibnja 2015. (Wayback Machine)
- LEGIO XX, Maryland (USA) re-enactment group